# Дароц
Дароц (рум. Daroț) — село у повіті Клуж в Румунії. Входить до складу комуни Унгураш.
Село розташоване на відстані 336 км на північний захід від Бухареста, 54 км на північний схід від Клуж-Напоки.

## Населення
За даними перепису населення 2002 року у селі проживала 41 особа, усі — угорці. Усі жителі села рідною мовою назвали угорську.